# 法華七喩

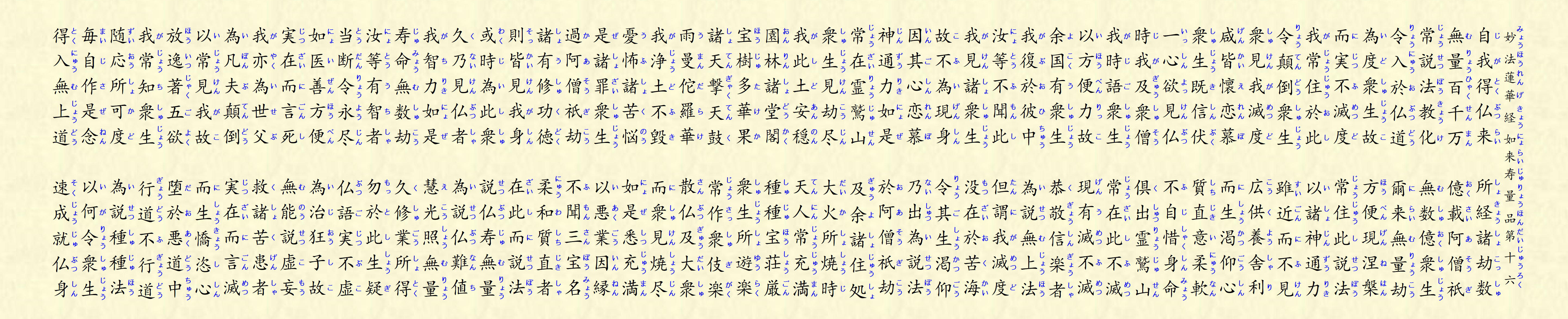
如来寿量品・自我偈(鳩摩羅什訳)

法華七喩（ほっけしちゆ）とは、法華経に説かれる7つのたとえ話のこと。また法華七譬（しちひ）ともいう。
7つの物語をたとえ話として説いている。これは釈迦仏がたとえ話を用いてわかりやすく衆生を教化したスタイルに則しており、法華経の各品でもこの様式を用いてわかりやすく教えを説いたものである。
1. 三車火宅（さんしゃかたく、譬喩品）
ある時、長者の邸宅が火事になった。中にいた子供たちは遊びに夢中で火事に気づかず、長者が説得するも外に出ようとしなかった。そこで長者は子供たちが欲しがっていた「羊の車(ようしゃ)と鹿の車(ろくしゃ)と牛車(ごしゃ)の三車が門の外にあるぞ」といって、子供たちを導き出した。その後にさらに立派な大白牛車(だいびゃくごしゃ)を与えた。この物語の長者は仏で、火宅は苦しみの多い三界、子供たちは三界にいる一切の衆生、羊車・鹿車・牛車の三車とは声聞・縁覚・菩薩（三乗）のために説いた方便の教えで、それら人々の機根（仏の教えを理解する素養や能力）を三乗の方便教で調整し、その後に大白牛車である一乗の教えを与えることを表している。なお檀一雄の「火宅の人」のタイトルは、この三車火宅を由来としている。
2. 長者窮子（ちょうじゃぐうじ、信解品）
ある長者の子供が幼い時に家出した。彼は50年の間、他国を流浪して困窮したあげく、父の邸宅とは知らず門前にたどりついた。父親は偶然見たその窮子が息子だと確信し、召使いに連れてくるよう命じたが、何も知らない息子は捕まえられるのが嫌で逃げてしまう。長者は一計を案じ、召使いにみすぼらしい格好をさせて｢いい仕事があるから一緒にやらないか｣と誘うよう命じ、ついに邸宅に連れ戻した。そしてその窮子を掃除夫として雇い、最初に一番汚い仕事を任せた。長者自身も立派な着物を脱いで身なりを低くして窮子と共に汗を流した。窮子である息子も熱心に仕事をこなした。やがて20年経ち臨終を前にした長者は、窮子に財産の管理を任せ、実の子であることを明かした。この物語の長者とは仏で、窮子とは衆生であり、仏の様々な化導によって、一切の衆生はみな仏の子であることを自覚し、成仏することができるということを表している。なお長者窮子については釈迦仏が語るのではなく、弟子の大迦葉が理解した内容を釈迦仏に伝える形をとっている。
3. 三草二木（さんそうにもく、薬草喩品）
大地に生える草木は、それぞれの種類や大小によって異なるが、大雲が起こり雨が降り注がれると、すべての草木は平等に潤う。この説話の大雲とは仏で、雨とは教え、小草とは人間や天上の神々、中草とは声聞・縁覚の二乗、上草とは二乗の教えを通過した菩薩、小樹とは大乗の教えを理解した菩薩、大樹とは大乗の教えの奥義を理解した菩薩であり、それら衆生は各自の機根に応じて一乗の教えを二にも三にも聞くが、仏は大慈悲をもって一味（一乗の異名）実相の教えを衆生に与え、利益で潤したことを例えた。
4. 化城宝処（けじょうほうしょ、化城喩品）
宝のある場所（宝処）に向かって五百由旬という遥かな遠路を旅する多くの人々がいた。しかし険しく厳しい道が続いたので、皆が疲れて止まった。そこの中に一人の導師がおり、三百由旬をすぎた処で方便力をもって幻の城を化現させ、そこで人々を休息させて疲れを癒した。人々がそこで満足しているのを見て、導師はこれは仮の城であることを教えて、そして再び宝処に向かって出発し、ついに人々を真の宝処に導いた。この物語の導師は仏で、旅をする人々は一切衆生、五百由旬の道のりは仏道修行の厳しさや困難、化城は二乗の悟り、宝処は一乗の悟りであり、仏の化導によって二乗がその悟りに満足せずに仏道修行を続けて、一乗の境界に至らしめることを説いている。法華経では、遥か昔の大通智勝如来が出世された時、仏法を信じられず信心を止めようと思った人々が、再び釈迦仏の時代に生まれて仏に見（まみ）え、四十余年の間、様々な教えを説いて仮の悟りを示し理解して、また修行により真の宝である一乗の教えに到達させることを表している。
5. 衣裏繋珠（えりけいじゅ、五百弟子受記品）
ある貧乏な男が金持ちの親友の家で酒に酔い眠ってしまった。親友は遠方の急な知らせから外出することになり、眠っている男を起こそうとしたが起きなかった。そこで彼の衣服の裏に高価で貴重な宝珠を縫い込んで出かけた。男はそれとは知らずに起き上がると、友人がいないことから、また元の貧乏な生活に戻り他国を流浪し、少しの収入で満足していた。時を経て再び親友と出会うと、親友から宝珠のことを聞かされ、はじめてそれに気づいた男は、ようやく宝珠を得ることができた。この物語の金持ちである親友とは仏で、貧乏な男は声聞であり、二乗の教えで悟ったと満足している声聞が、再び仏に見え、宝珠である真実一乗の教えをはじめて知ったことを表している。
6. 髻中明珠（けいちゅうみょうしゅ、安楽行品）
転輪聖王（武力でなく仏法によって世界を治める理想の王）は、兵士に対してその手柄に従って城や衣服、財宝などを与えていた。しかし髻(まげ、もとどり)の中にある宝珠だけは、みだりに与えると諸人が驚き怪しむので容易に人に授与しなかった。しかし、最も困難な事柄を果たした者には歓喜して明珠を与えた。この物語の転輪聖王とは仏で、兵士たちは弟子、種々の手柄により与えられた宝とは爾前経（にぜんきょう＝法華経以前の様々な教え）、髻中の明珠とは法華経であることを表している。より正しくは、転輪聖王と同じように如来も法華教を教えることを最後まで慎重に控えていたのだ、と説明している。
7. 如来寿量品・自我偈(鳩摩羅什訳)良医病子（ろういびょうし、如来寿量品）
ある所に腕の立つ良医がおり、彼には百人余りの子供がいた。ある時、良医の留守中に子供たちが毒薬を飲んで苦しんでいた。そこへ帰った良医は薬を調合して子供たちに与えたが、半数の子供たちは毒気が軽減だったのか父親の薬を素直に飲んで本心を取り戻した。しかし残りの子供たちはそれも毒だと思い飲もうとしなかった。そこで良医は一計を案じ、いったん外出して使いの者を出し、父親が出先で死んだと告げさせた。父の死を聞いた子供たちは毒気も忘れ嘆き悲しみ、大いに憂いて、父親が残してくれた良薬を飲んで病を治すことができた。この物語の良医は仏で、病で苦しむ子供たちを衆生、良医が帰宅し病の子らを救う姿は仏が一切衆生を救う姿、良医が死んだというのは方便で涅槃したことを表している。

## 関連文献
- 田賀龍彦「授記と譬喩」」（平川彰ほか編『講座・大乗仏教：４　法華思想』（春秋社、1983）
- 丸山孝雄「法華経論の立場」（平川彰ほか編『講座・大乗仏教：４　法華思想』（春秋社、1983）
- 丸山孝雄「法華七喩解釈の展開」（中村瑞隆編『法華経研究：8　法華経の思想と基盤』（平楽寺書店、1980）